# Meru

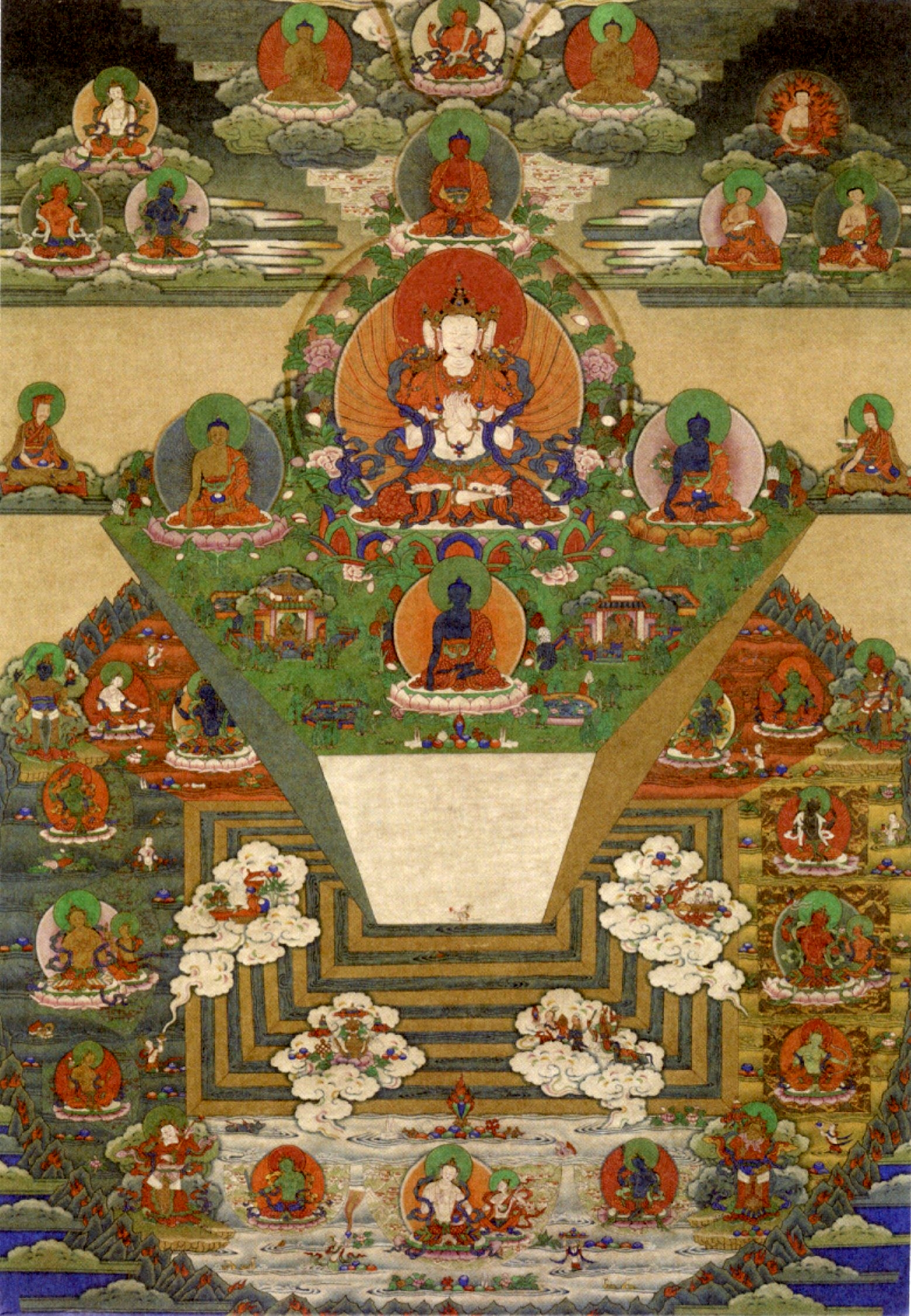
Thangka butanesa com a representação do monte Meru e do universo budista

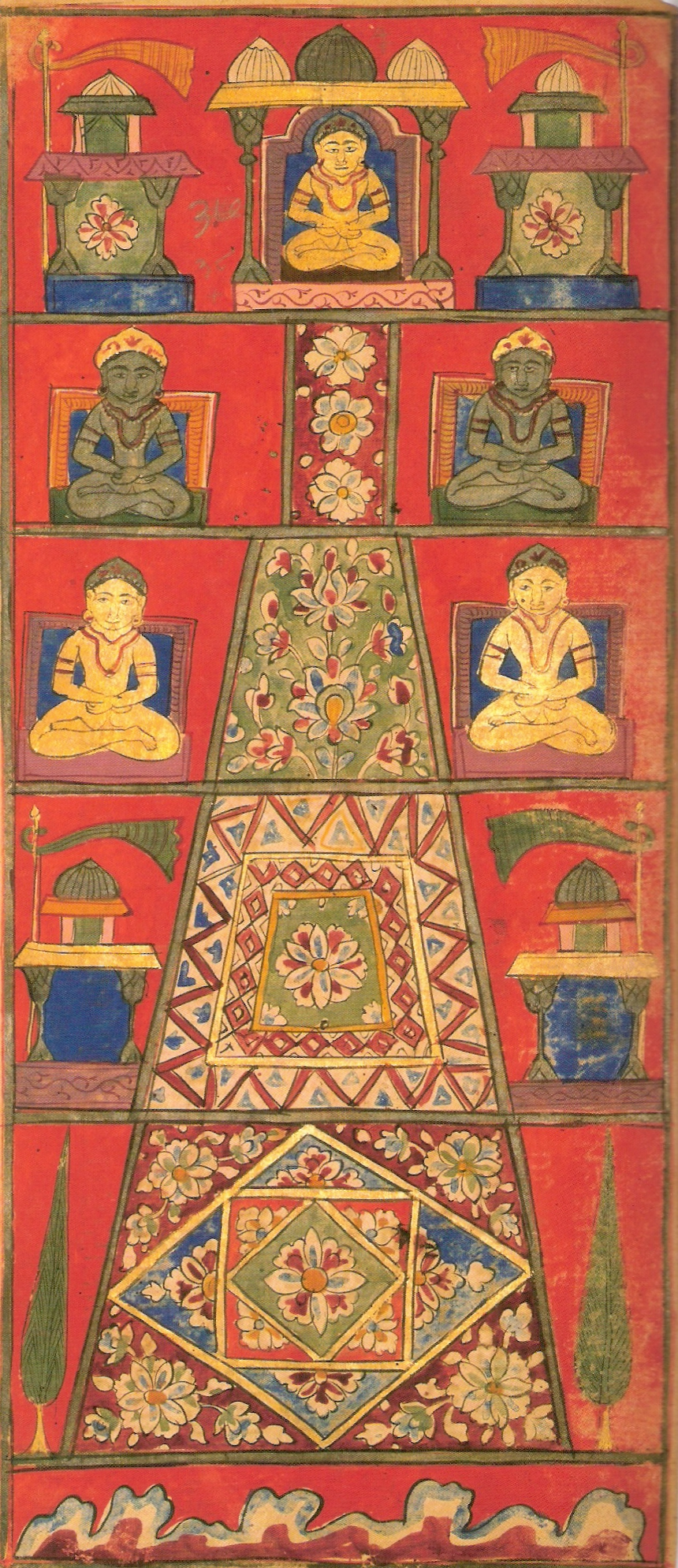
Pintura do monte Meru na Samghayanarayana

O monte Meru ou simplesmente Meru (em sânscrito: मेरु) é uma montanha sagrada mitológica com cinco cumes presente nas cosmologias  hindu,  jainista e budista como o centro de todos os universos físicos, metafísicos e espirituais. É também chamado Mahameru ("Grande Meru") ou Sumeru ("Meru excelente" ou "Meru maravilhoso"), Neru em páli, Sineru em páli e tibetano (ཪི་རྒྱལ་པོ་རི་རབ་), Xumi Shan em  chinês (須彌山), Myinmo em birmanês e Phnom Preah So Mae em quemer (ភ្នំព្រះសុមេរុ).
Muitos  templos hindus, jainistas e budistas foram construídos como representações simbólicas do monte Meru. O ponto mais alto dos pyatthates, os tetos de estilo birmanês de vários níveis, representa igualmente o monte Meru.

## Localização física
A determinação duma eventual localização física do monte Meru é muito complicada, pois a montanha é descrita de forma mitológica, fazendo parte do "Oceano Cósmico", com afirmações do tipo "o sol e todos os planetas rodeiam a montanha".
Alguns estudiosos identificam o monte Meru ou Sumeru com os montes Pamir, situados a noroeste de Caxemira.
O Narpatijayacharyā, um texto do século IX baseado principalmente em textos não publicados de Yāmal Tantr, relata que «diz-se que o 'Su-meru é no meio da Terra mas não se vê lá» Num dos Suryasiddhanta (tratados de astronomia indiana) lê-se que o monte Meru se situa no "meio da Terra" (bhurva-madhya), na terra de Jambunad (ou Jambudvip). O mesmo texto diz ainda que há um Sumeru e um Kumeru em ambos os polos da Terra. O astrónomo indiano Vārāhamihira, do século VI, afirma na sua obra Pancha-siddhāntikā que o monte Meru se situa no Polo Norte (apesar de lá não existir qualquer montanha).
Há várias versões da cosmologia nos textos hindus conhecidos. Numa delas, descreve-se que a montanha Meru está rodeada a leste pela montanha Mandrachala, a montanha Supasarva a oeste, a montanha Kumuda a norte e pela montanha Kailasha a sul.

## Lendas hindus
Na tradição hindu, o monte Meru é descrito como tendo 84 000 yojanas (योजन) de altura (cerca de 1 082 000 km, ou seja cerca de 85 vezes o diâmetro da Terra) e que o sol e todos os planetas do sistema solar orbitam em seu torno. Nos Puranas é dito várias vezes que Surya, o deus-sol, juntamente com todos os seus planetas e estrelas reunidos num só unidade, dão todos os dias a volta ao monte Meru.[carece de fontes?] A montanha foi local onde viveu o rei Padamja Brahma na antiguidade. É também a abóbada do Senhor Brama e dos semideuses Devas.[carece de fontes?]
Segundo o Mahabharata, os Pandavas e Draupadi subiram o monte Meru para atingirem o paraíso. Draupadi e quatro Pandavas foram derrubados por causa dos seus pecados e morreram. Só Yudhishthira e o seu fiel cão subiram até ao cimo, fazendo dele o único a atingir a porta divina.[carece de fontes?]

## Lendas budistas
| Dimensões em yojanas associadas ao Monte Meru que constam no Abhidharmakośabhāṣyam | Dimensões em yojanas associadas ao Monte Meru que constam no Abhidharmakośabhāṣyam | Dimensões em yojanas associadas ao Monte Meru que constam no Abhidharmakośabhāṣyam |
| Nome                                                                               | Compri mento                                                                       | Altura ou profundidade                                                             |
| ---------------------------------------------------------------------------------- | ---------------------------------------------------------------------------------- | ---------------------------------------------------------------------------------- |
| Monte Sumeru (ou Sineru)                                                           | 80 000 \|                                                                          | 80 000                                                                             |
| Oceano                                                                             | 80 000 \|                                                                          | 80 000                                                                             |
| Montes Yugandhara                                                                  | 40 000 \|                                                                          | 40 000                                                                             |
| Oceano                                                                             | 40 000 \|                                                                          | 40 000                                                                             |
| Montes Iṣadhara                                                                    | 20 000 \|                                                                          | 20 000                                                                             |
| Oceano                                                                             | 20 000 \|                                                                          | 20 000                                                                             |
| Montes Khadiraka (ou Karavīka)                                                     | 10 000 \|                                                                          | 10 000                                                                             |
| Oceano                                                                             | 10 000 \|                                                                          | 10 000                                                                             |
| Montes Sudarśana                                                                   | 5 000 \|                                                                           | 5 000                                                                              |
| Oceano                                                                             | 5 000 \|                                                                           | 5 000                                                                              |
| Montes Aśvakarṇa (ou Assakaṇṇa)                                                    | 2 500 \|                                                                           | 2 500                                                                              |
| Oceano                                                                             | 2 500 \|                                                                           | 2 500                                                                              |
| Montes Vinadhara (ou Vinataka)                                                     | 1 250 \|                                                                           | 1 250                                                                              |
| Oceano                                                                             | 1 250 \|                                                                           | 1 250                                                                              |
| Montes Nimindhara (ou Nemindhara)                                                  | 625 \|                                                                             | 625                                                                                |
| Oceano exterior                                                                    | 32 000                                                                             | Relativamente pouco profundo                                                       |
| Montes Cakravāḍa (ou Cakkavāḷa); a cercadura circular do mundo                     | 312,5 \|                                                                           | 312,5                                                                              |

Segundo a obra filosófica Abhidharmakośabhāṣyam, de Vasubandhu, um monge do século IV–V d.C. de Gandara, o Sumeru tem 80 000 yojanas de altura e desce abaixo das águas em sua volta a uma profundidade de 80 000 yojanas, assente no nível basal da Terra. O Sumeru é frequentemente usado nos textos budistas como um símile tanto de tamanho omo de estabilidade. Diz-se que tem a forma de uma ampulheta, com o topo e a base com 80 000 yojanas quadradas, mas mais estreito no meio, com 20 000 yojanas quadradas à altura de 40 000 yojanas.[carece de fontes?]
O Sumeru é o centro polar de um complexo de mares e montanhas em forma de mandala. A base quadrada do Semeri é rodeada dum oceano em forma de fosso, que por sua vez é rodeada por um anel aproximadamente quadrado de montanhas que formam aquilo que parece uma muralha. Estas montanhas são, por sua vez rodeadas por um oceano; as montanhas diminuem de largura e altura à medida conforme estão mais distantes do Semeru. Há sete oceanos e sete muralhas de montanhas, até que a última chega a um vasto oceano exterior, que forma a maior parte da superfície do mundo, naquilo que os continentes conhecidos são meras pequenas ilhas. O mundo conhecido, que se situa no continente de Jambūdvīpa, fica a sul do Sumeru.[carece de fontes?]
Os 80 000 yojanas quadrados do cimo do Sumeru constituem o céu em sânscrito:  Trāyastriṃśa (Devaloka), o plano mais alto em contacto físico com a terra. Os 40 000 yojanas abaixo deste céu consistem num precipício que se estreita como uma montanha invertida até ter 20 000 yojanas quadrados à altura de 40 000 yojanas acima do mar.[carece de fontes?]
Abaixo deste ponto, o Sumeru expande-se novamente, em quatro terraços salientes, cada um mais largo do que o de cima. O terraço mais alto constitui o paraíso dos Quatro Reis Celestes (em sânscrito: चतुर्महाराज; transl: Catur maharaja kayikas ou Cāturmahārājika) e está dividido em quatro partes, uma virada para norte, outra para sul, outra para oeste e outra para leste. Cada uma dessas partes é governada por um dos quatro reis, supervisionam o quarto do mundo para o qual o seu reino está virado.[carece de fontes?]
40 000 yojanas é igualmente a altura à qual o Sol e a Lua orbitam o Sumeru, no sentido dos ponteiros do relógio. Esta rotação explica as mudanças de dia para a noite; quando o SOl está a norte do Semeru, a sombra da montanha cobre o continente de Jambudvīpa, onde é meia-noite; ao mesmo tempo, é meio-dia no continente de Uttarakuru, situado no sentido oposto, a norte, madrugada no continente oriental de Pūrvavideha e crepúsculo no continente ocidental de Aparagodānīya. Meio dia depois, quando o sol se move para sul, é meio-dia em Jambudvīpa, meia-noite em Uttarakuru, crepúsculo em Pūrvavideha e madrugada em Aparagodānīya.[carece de fontes?]
Cada um dos três terraços abaixo nas encostas do Sumeru têm o dobro da largura do terraço acima. É neles que vivem os seguidores dos Quatro Reis Celestes, nomeadamente as nagas, yakṣas, Gandharva e kumbhāṇḍas.[carece de fontes?]

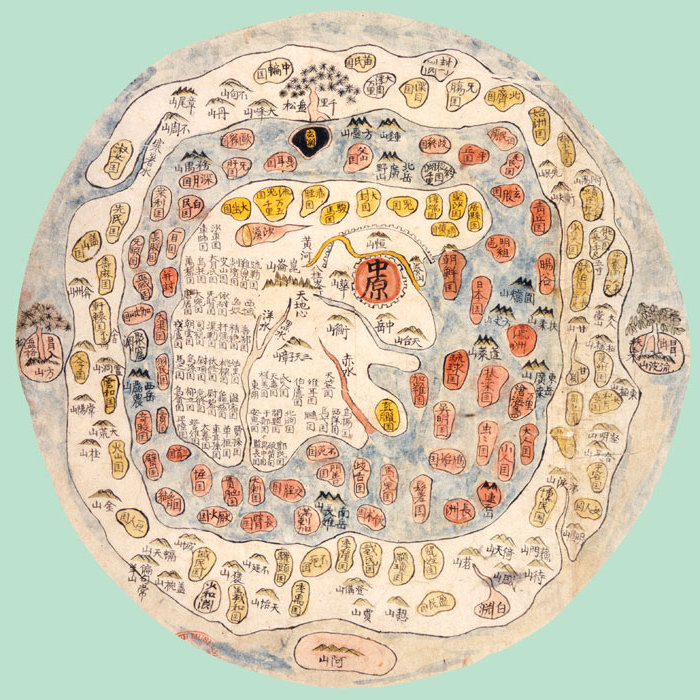
Mapa coreano do centrado no monte Meru

Abaixo do Sumeru, o oceano que o rodeia, é onde vivem os Asuras, que estão em guerra com os deuses Trāyastriṃśa.
| Nomes e dimensões em yojanas dos terraços da parte inferior das encostas do Sumeru | Nomes e dimensões em yojanas dos terraços da parte inferior das encostas do Sumeru | Nomes e dimensões em yojanas dos terraços da parte inferior das encostas do Sumeru | Nomes e dimensões em yojanas dos terraços da parte inferior das encostas do Sumeru |
| Nome                                                                               | Altitude acima do mar                                                              | Largura                                                                            | Comprimento de cada lado                                                           |
| ---------------------------------------------------------------------------------- | ---------------------------------------------------------------------------------- | ---------------------------------------------------------------------------------- | ---------------------------------------------------------------------------------- |
| Cāturmahārājika                                                                    | 40 000 \|                                                                          | 2 000 \|                                                                           | 24 000                                                                             |
| Sadāmada                                                                           | 30 000 \|                                                                          | 4 000 \|                                                                           | 32 000                                                                             |
| Mālādhara                                                                          | 20 000 \|                                                                          | 8 000 \|                                                                           | 48 000                                                                             |
| Karoṭapāni                                                                         | 10 000 \|                                                                          | 16 000 \|                                                                          | 80 000                                                                             |

## Lendas jainistas
Segundo a  cosmologia jainista, o monte Meru (ou Sumeru) é o centro do mundo e é rodeado pelo continente Jambūdvīpa, que forma um círculo com diâmetro de 100 000 yojanas. Há dois conjuntos de Sol, Lua e estrelas que orbitam o Meru; quando um conjunto trabalha, o outro descansa detrás da montanha.

## Lendas javanesas
A montanha mítica dos deuses é mencionada no Tantu Pagelaran, um manuscrito javanês escrito em kawi no século XV, durante o período Majapait. A obra descreve a origem mitológica da ilha de Java e a lenda da movimentação de partes do monte Meru para Java. O manuscrito relata que Batara Guru (Xiva) ordenou aos deuses Brama e Vixnu que povoassem Java com seres humanos. Contudo, naquele tempo, a ilha flutuava livremente no oceano, constantemente aos tombos e a balançar. Para parar os movimentos da ilha, os deuses decidiram pregá-la à Terra movendo a parte de Mahameru em Jambudvipa (Índia) para Java. O resultado disso é o monte Semeru, a montanha mais alta de Java.